# Král smrků (Mariánské Lázně)
Král smrků (nebo též Šindelářův smrk) byl památný smrk ztepilý (Picea abies) v okrese Cheb v Karlovarském kraji. Rostl severozápadně od Mariánských Lázní za Srnčím hřbetem mezi Alejí Svobody a alejí Smetany v nadmořské výšce 680 m. Nápadná u něj byla především kaskáda hákovitých větví, které vyrůstají z kmene. Smrk objevil v roce 1972 lesník Vladimír Šindelář a postaral se o jeho záchranu – zajistil vyjmutí z plánu kácení a prořezání širšího okolí stromu. Strom měl rozložitou korunu, byl však ve zhoršeném stavu, spodní větve prosychaly a do budoucna mu hrozilo houbové napadení. Měřený obvod kmene byl 428 cm, výška stromu dosahovala 38 m (měření 2000) a vypočítaný objem byl 24 m3. Odhaduje se, že strom vzklíčil kolem roku 1818, kdy byly Mariánské Lázně vyhlášeny veřejnými lázněmi. V roce 2000 došlo k vykácení okolních stromů a strom byl oplocen. Pod tíhou mokrého sněhu se v zimě 2006 zlomily výhony na spodních kosterních větvích a musely být odstraněny.
Strom byl označován za Krále smrků, ale nejmohutnějším smrkem Slavkovského lesa je Významný strom Lesů České republiky Sychravův smrk, který roste nedaleko Lazů.
Král smrků byl chráněn od roku 1986 pro svůj významný vzrůst.
Král smrků se dne 23. února 2017 zlomil kvůli mohutnému náporu větru.
V rozhovoru pro iDnes uvedl pracovník Správy CHKO Slavkovský les, že u stromu možná nebude zrušena ochrana a torzo stromu zůstane chráněným zbytkem památného stromu. Ochrana stromu byla nakonec ponechána a u stromu ležícího na zemi ještě více vyniká jeho mohutnost.

## Stromy v okolí
- Alej Svobody
- Jilm u Hvězdy (zaniklý)
- Buky u kostela Nanebevzetí Panny Marie
- Javor u Ferdinandova pramene

## Fotogalerie

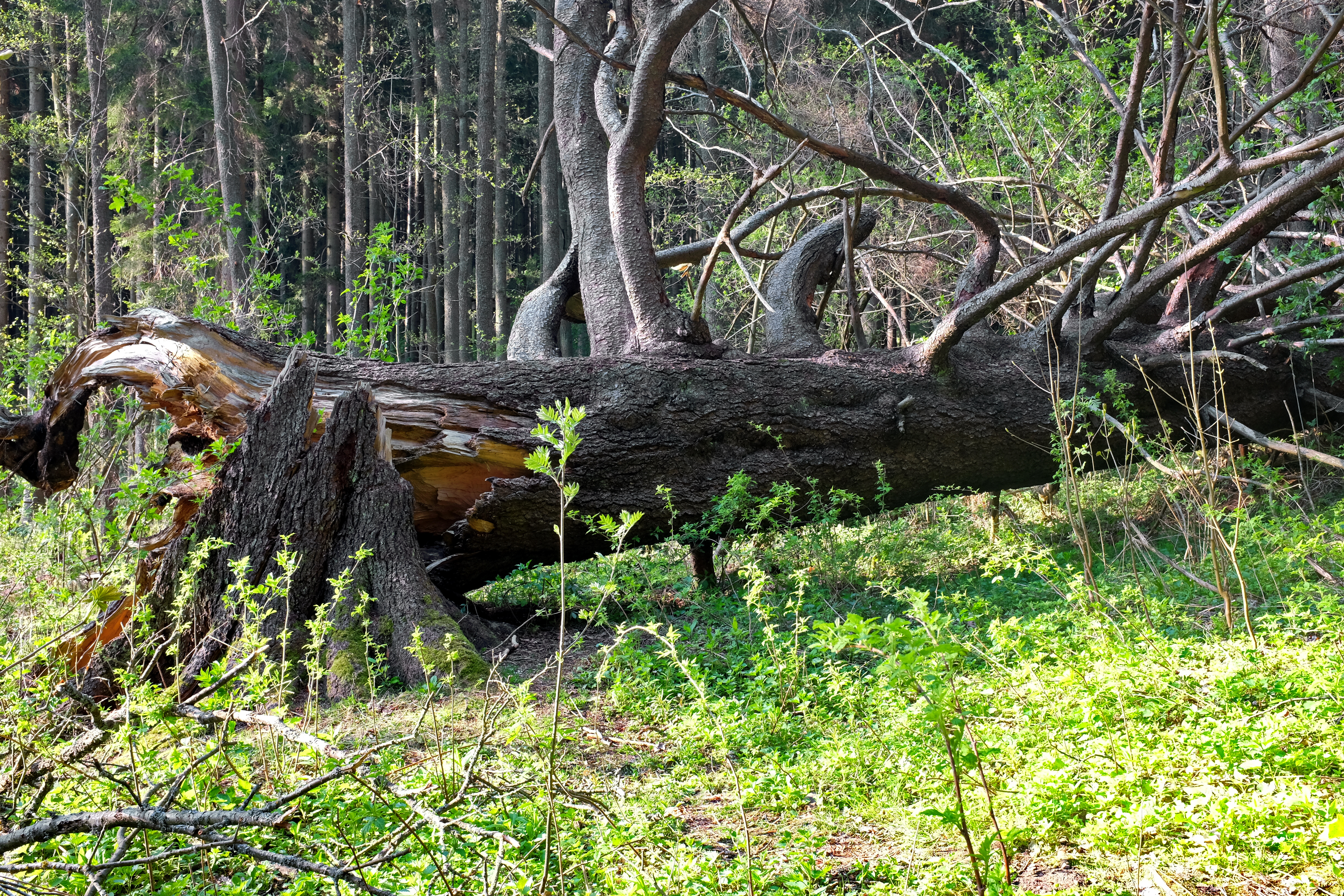
v dubnu 2019
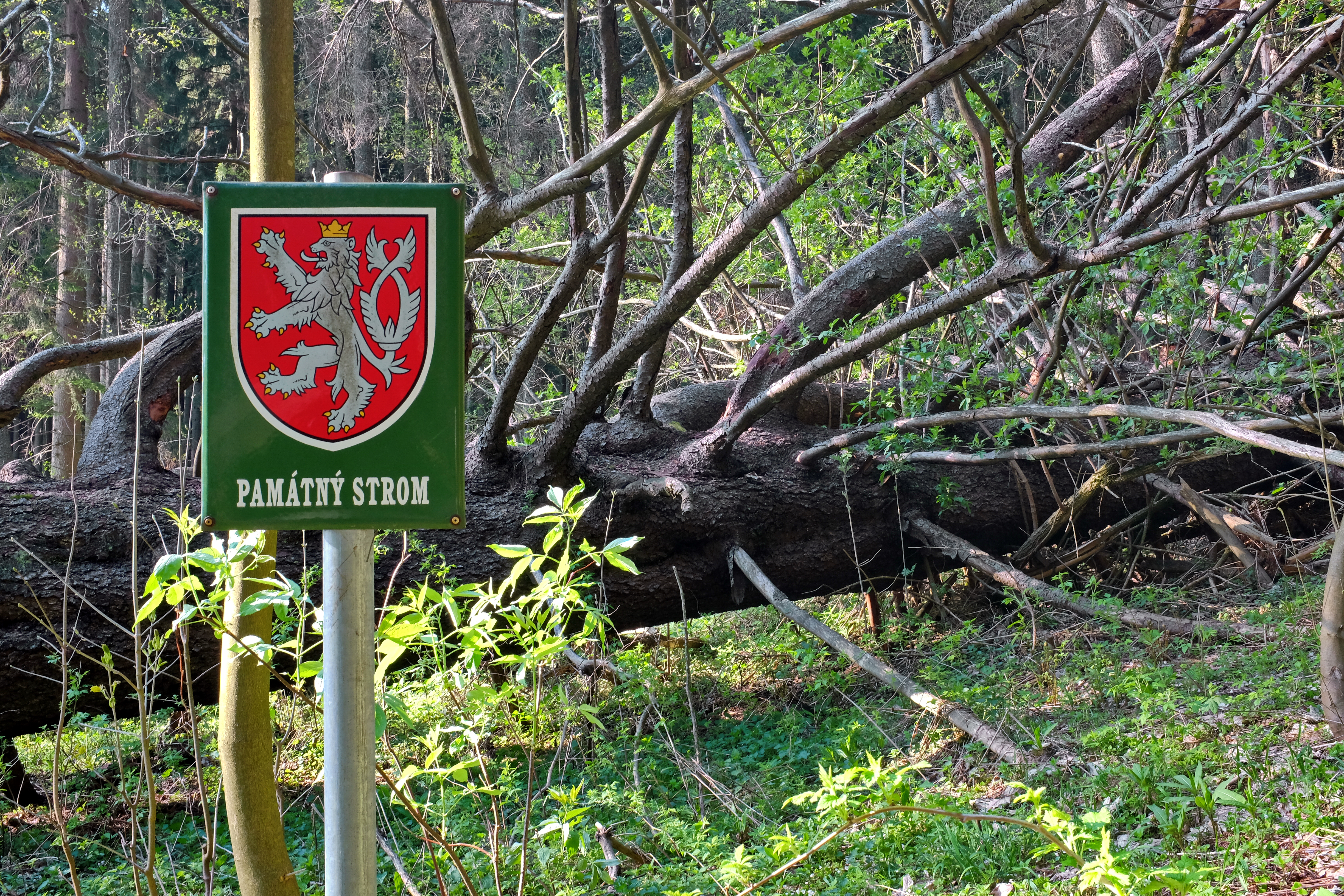
v dubnu 2019
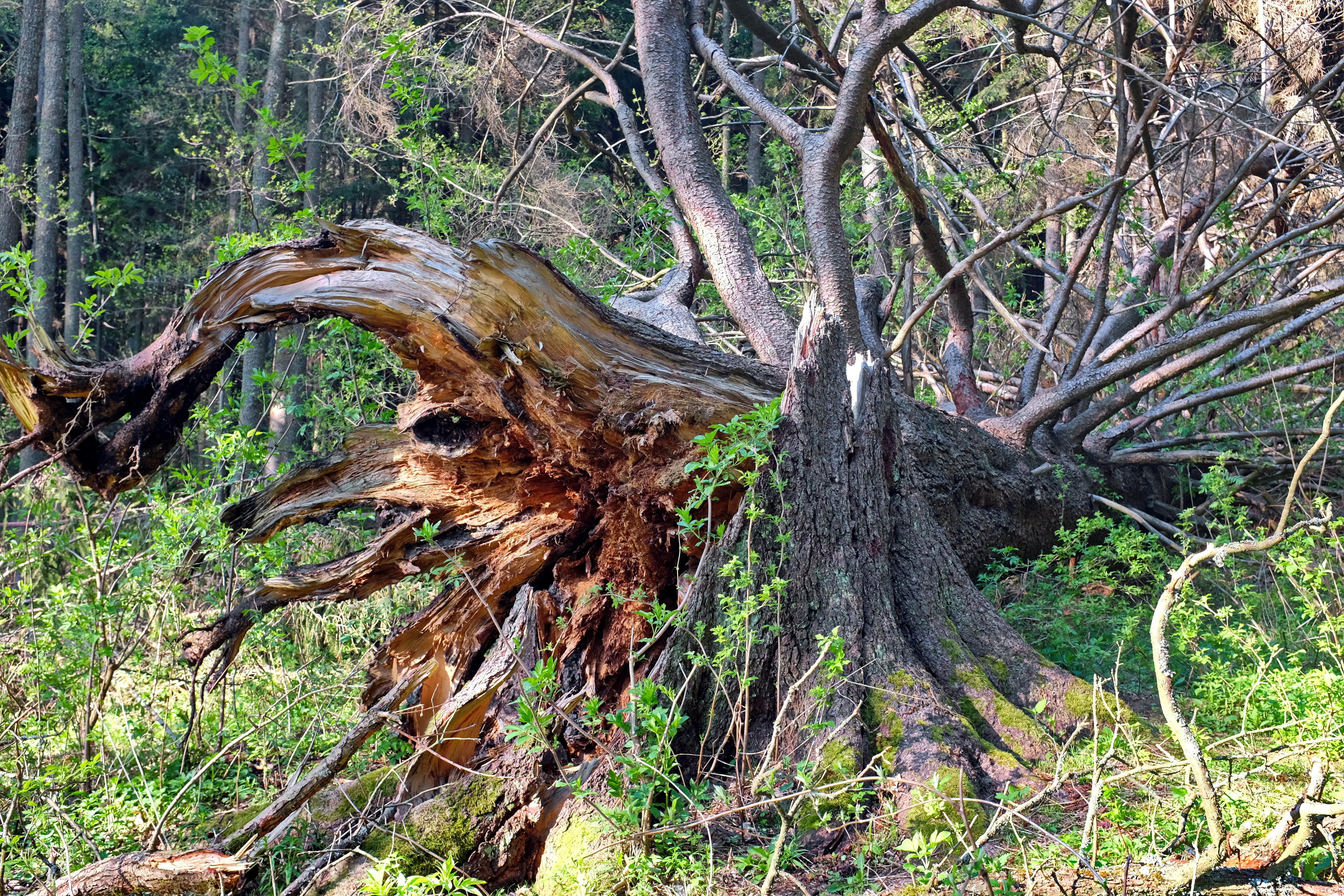
v dubnu 2019